# (24999) Hieronymus
(24999) Hieronymus es un asteroide perteneciente al cinturón de asteroides descubierto por Petr Pravec el 24 de julio de 1998 desde el Observatorio de Ondřejov. 

## Designación y nombre
Designado provisionalmente como 1998 OY4. Fue nombrado "Hieronymus" en honor a Jerome van Aeken (Hieronymus Bosch), pintor neerlandés de la Edad Media que se introdujo en los rincones de la mente humana. 

## Características orbitales
Hieronymus está situado a una distancia media de 2,554 ua, pudiendo alejarse un máximo de 3,009 ua y acercarse un máximo de 2,1005 ua. Tiene una excentricidad de 0,177. 

## Características físicas
Este asteroide tiene una magnitud absoluta de 14,3. 